# Модоров, Фёдор Александрович
Фёдор Александрович Модо́ров (15 [27] февраля 1890— 4 марта 1967) — русский советский живописец, последователь социалистического реализма, один из основных московских художников сталинской эпохи, педагог и художник-реставратор; мастер исторической картины на тематику Гражданской и Великой Отечественной войн, также работал как портретист и пейзажист. Член-корреспондент Академии художеств СССР (с 1958), ректор московского Суриковского института (1948—1962), профессор (1949). Народный художник РСФСР (1966), заслуженный деятель искусств Белорусской ССР (1933).

## Биография

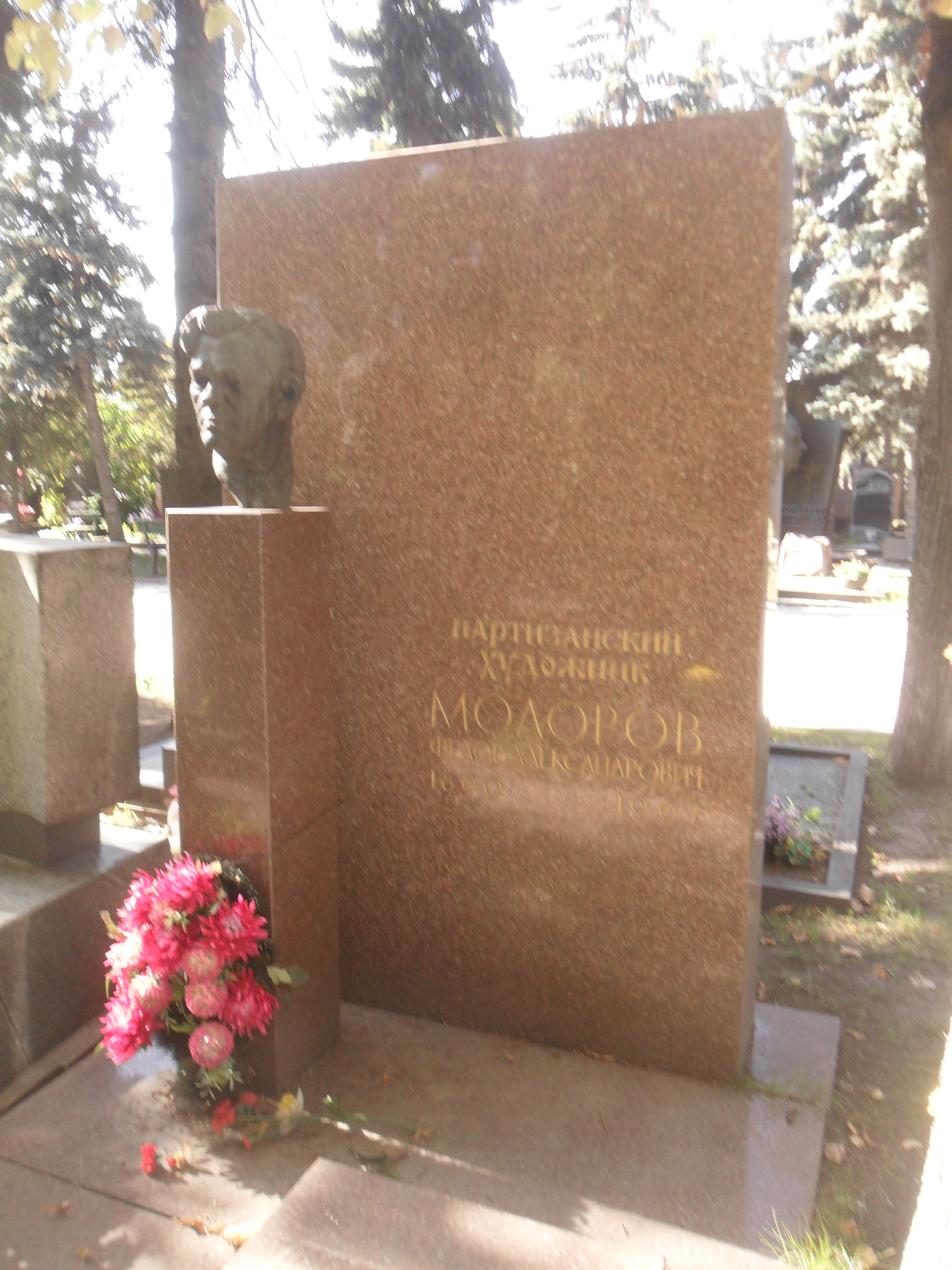
Могила Ф. М. Модорова на Новодевичьем кладбище в Москве

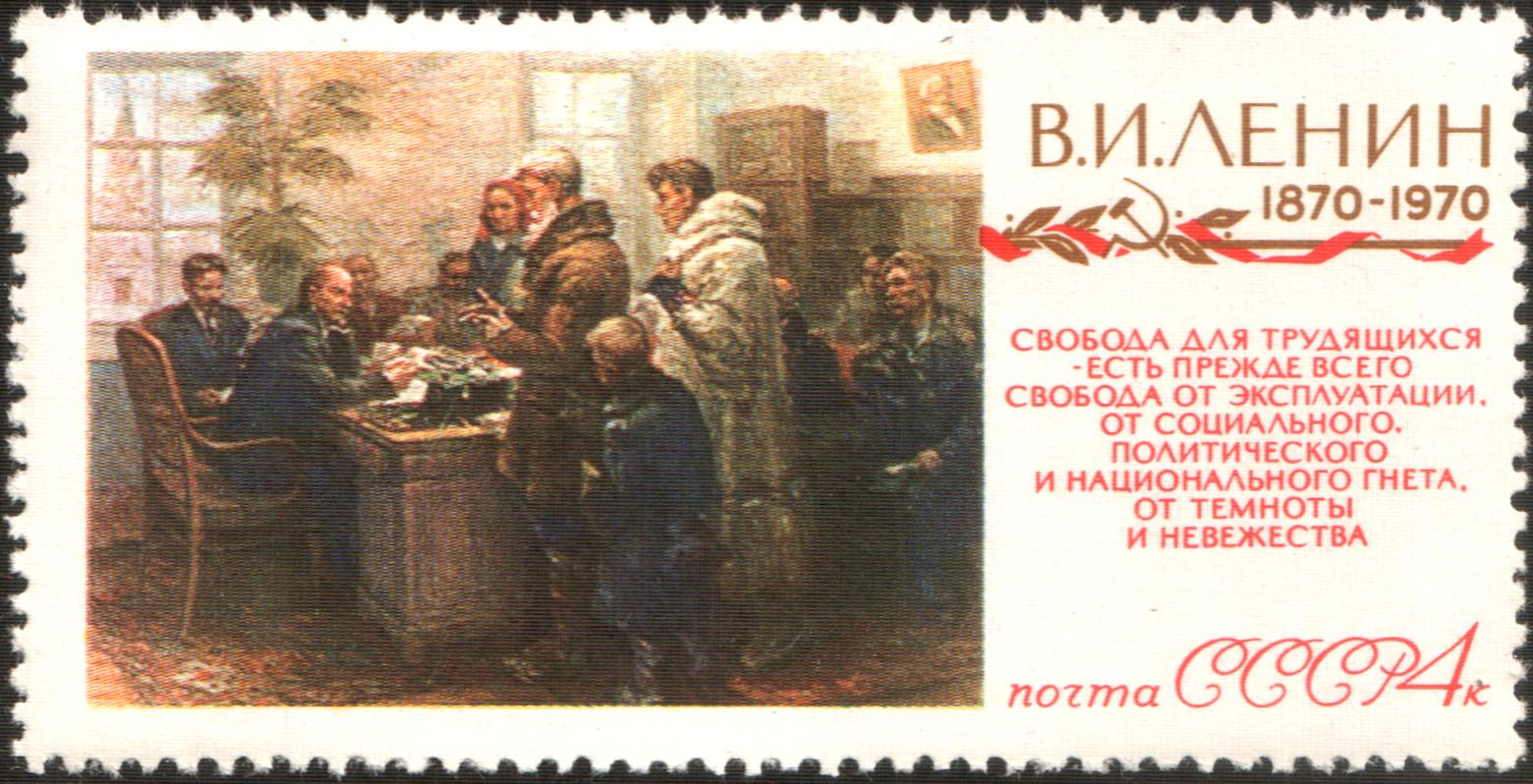
Марка СССР: «Ходоки у В. И. Ленина» (по картине Ф. А. Модорова).

Родился в Мстёре, где начал своё профессиональное образование в иконописной мастерской М. И. Цепкова. Окончив школу в 1906 году, уехал в Москву, где работал подмастерьем в иконописной мастерской и как вольнослушатель посещал Училище живописи, ваяния и зодчества. В 1910—1914 году учился в Казанской художественной школе. В 1918 году окончил Академию художеств в Петрограде по мастерской В. Е. Маковского.
По окончании Академии художеств, вернулся в Мстёру, где работал до 1923 года, когда был назначен заведующим художественной частью Первой Всероссийской сельскохозяйственной выставки в Москве. Был первым председателем Мстёрского волостного Совета рабочих и крестьянских депутатов. Позднее избран председателем мстёрского исполкома. В 1919 году совместно с реставратором Г. О. Чириковым в ярославском филиале Центральных государственных реставрационных мастерских раскрыл раскрыл от записей древнерусскую икону XIII века «Ярославский Спас». В Мстёре создал детскую художественную опытно-показательную школу-коммуну и художественно-промышленный техникум, руководя ими в течение пяти лет. Ф. А. Модоров активно ратовал за образование в Мстёре артели художников лаковой миниатюры.
В 1924 году на выставках АХРР появляются работы Ф. А. Модорова, вступившего в Ассоциацию и ставшего одним из наиболее активных её членов. По командировке АХРР Модоров уехал в Азербайджан, а затем — на Урал. В этой поездке Модоров обратился к популярному в то время жанру индустриального пейзажа, им были созданы картины: «Новая керосиновая установка» (1927), «Завод Гревер» (1929), «На стройке Магнитки» (1931), «Челябинский тракторный» (1932). В этот период он написал и другие жанровые картины: «Встреча посевной» (1933), «Ковроткачество» (1930), «Первый трактор на полях Башкирии» (1933). Впоследствии большое место в творчестве Модорова стали занимать картины на историко-революционную тему: «Ходоки у В. И. Ленина» (1947), «Герои Первой Конной»; и полотна, посвящённые Великой Отечественной войне — им была создана портретная галерея участников партизанского движения.
В течение многих лет — профессор живописи в Московском институте кинематографии. С 1948 года — директор Московского художественного института им. В. И. Сурикова, профессор, руководитель мастерской живописи. С 1964 по 1967 год — профессор Московского государственного заочного педагогического института.
В 1965 году за достижения в области изобразительного искусства и в связи с 75-летием Верховным Советом РСФСР Ф. А. Модорову было присвоено звание народного художника РСФСР. В октябре 1965 года в залах Академии художеств СССР в Москве состоялась персональная выставка произведений художника.
Награждён двумя орденами Трудового Красного Знамени.
В 1944 году получил звание «Заслуженный деятель искусств Белорусской ССР».
Скончался в Москве в 1967 году. Похоронен на Новодевичьем кладбище (уч. 6).